# Il macigno

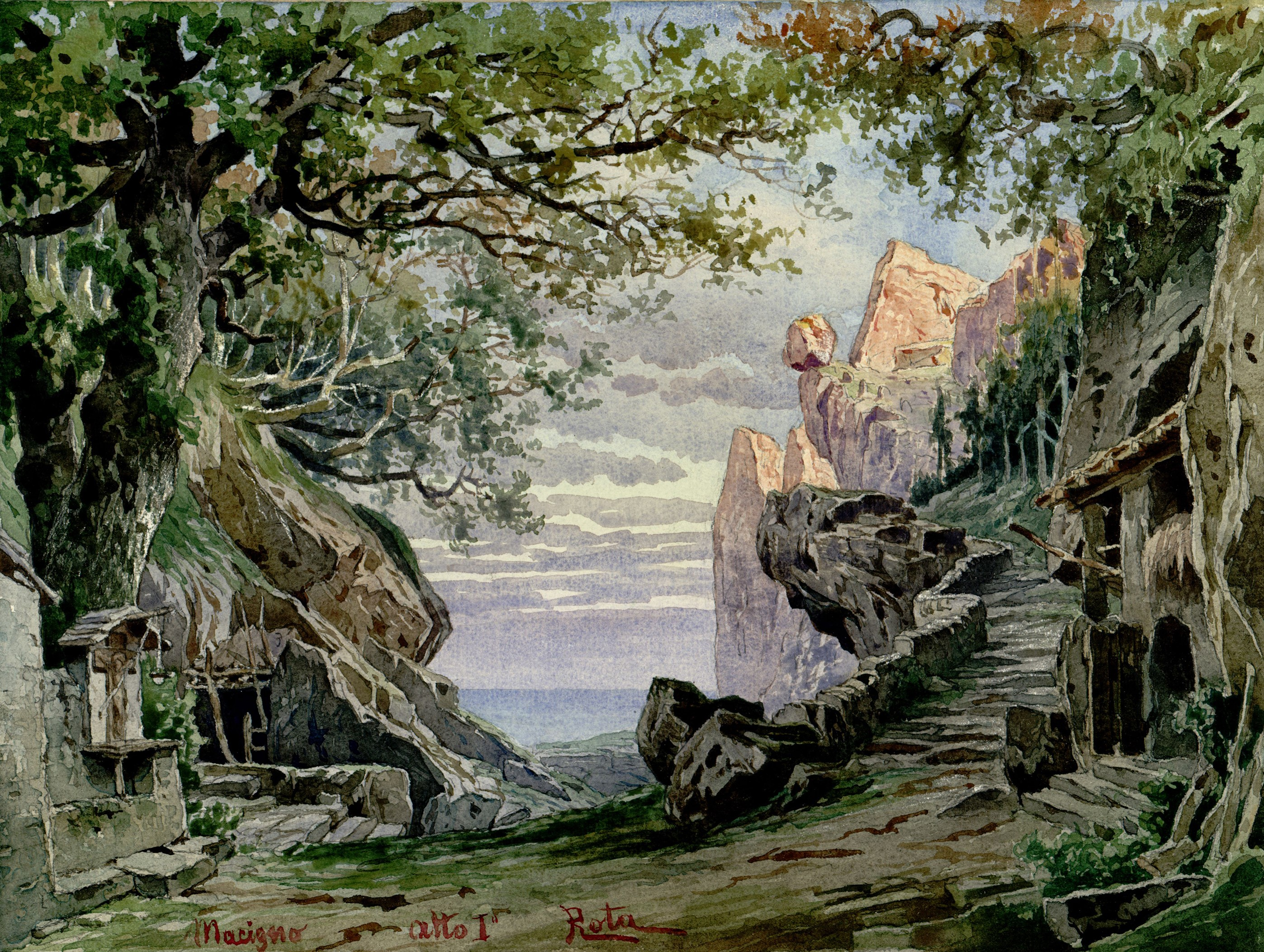
Escenografía por Vittorio Rota

Il macigno es una ópera en dos actos del compositor italiano Victor de Sabata con libreto de Alberto Colantuoni. La ópera fue estrenada el 31 de marzo de 1917, en el Teatro alla Scala de Milán. Para una actuación en Turín en 1935, la ópera fue renombrada Driada y dividida en tres actos. La partitura original fue destruida en un incendio durante la Segunda Guerra Mundial en el bombardeo de Milán en 1943. Sólo se conservan una partitura de piano y el libreto.

## Números Musicales
Acto 1
- Preludio e Introduzione: Chi gunge per Santa Palazia? (Coro, Lionetta, Martano)
- Empirò la tua soglia (Lionetta, Driada, Coro)
- Fiata il vespro sui clivi (Coro)
- Driada, Driada! (Martano, Driada, Búttaro)
- Posa il tuo ferro (Gian della Tolfa, Coro, Martano)
- Per la sera fasciata (Driada, Ibetto)
- A la catasta! (Martano, Driada, Ibetto)

Acto 2, Parte 1
- Levata, s’è la stella – Driada (Ibetto, Driada)
- Scendono! – E la pieve rintocca a mattutino (Lionetta, Donne)
- Genti del monte (Gian della Tolfa, Priore, Coro)
- Falce, mia falce! – (Martano)
- Orsù disciogliete l’abbraccio! (Gian della Tolfa, Martano, Coro, Allodio Fosca, Gancitello)

Acto 2, Parte 2 (Acto 3)
- Giunto sei? (Gianni Ocricchio, Gabaldo di Norcia, Smozzato, Fusco Cammarese, Ibetto)
- Immota sei ma viva, creatura?! (Ibetto, Driada)
- Ah no! È febbre! Follia! (Ibetto, Driada, Martano, Coro)

- Datos: Q16565020
- Multimedia: Il macigno / Q16565020